# J'ai deux amours (mini-série)
Pour les articles homonymes, voir J’ai deux amours.
J’ai deux amours (stylisé J’ai 2 amours) est une mini-série de comédie romantique française en 3 épisodes de 50 minutes, créée et réalisée par Clément Michel, diffusée le 22 mars 2018 sur le réseau Arte.

## Synopsis
Hector est médecin. Il est en couple avec Jérémie, artisan boucher, depuis cinq ans. Le couple a décidé d'avoir un enfant par gestation pour autrui et, pour cela, font appel à Anna, une copine lesbienne, séparée de sa copine depuis peu et qui habite chez eux. Un jour, à l'hôpital, on amène une patiente un peu particulière dont Hector est obligé de s'occuper : il s'agit de Louise, la première personne dont il est tombé amoureux. Les deux amis commencent alors à se revoir comme au bon vieux temps, mais la passion reprend place petit à petit entre eux. Hector commence alors une double vie entre son amour pour Jérémie et son amour pour Louise, double vie qui ne sera pas sans conséquence.

## Distribution
- François Vincentelli : Hector
- Julia Faure : Louise
- Olivier Barthélémy : Jérémie
- Camille Chamoux : Anna
- Catherine Salée : Françoise
- Yelle : Marie
- Larouci Didi : Malik
- Robin Egloffe : Benjamin

## Production

### Développement
La série a été écrite par Olivier Joyard, journaliste aux Inrockuptibles, et Jérôme Larcher, scénariste de Baisers cachés qui parle également d'homosexualité. Le récit a été imaginé dès 2010 par Olivier Joyard.

### Tournage
Clément Michel et l’équipe du tournage débute les prises de vues le 23 février 2017 à Strasbourg et dans les environs, d’où l’action de l’histoire, jusqu’au 5 avril 2017.

### Fiche technique
- Titre original : J’ai deux amours
- Titre international : I Love You Two
- Création et réalisation : Clément Michel
- Scénario : Olivier Joyard et Jérôme Larcher
- Décors : Jean-François Sturm
- Costumes : Alexia Crisp-Jones
- Photographie : Nicolas Mesdom
- Son : Guillaume Le Braz
- Montage : Julie Dupré
- Musique : Alexandre Lier, Sylvain Ohrel et Nicolas Weil
- Production : Hélène Delale
- Société de production : Italique Productions ; Arte France (coproduction)
- Société de distribution : Arte France
- Pays d’origine :  France
- Langue originale : français
- Format : couleur
- Genre : comédie romantique
- Durée : 50 minutes
- Dates de première diffusion :
  - France : 15 septembre 2017 (Festival de la fiction TV de La Rochelle) ; 15 mars 2018 (internet) ; 22 mars 2018 sur Arte

## Accueil

### Festival et diffusions
J’ai deux amours a été présenté le 15 septembre 2017 au festival de la fiction TV de La Rochelle. D’abord lancé le 15 mars 2018 sur internet, les trois épisodes sont diffusés le 22 mars 2018 en soirée sur Arte en Allemagne et en France.

### Critiques
Le magazine belge Moustique voit une filiation évidente avec la série Clara Sheller, où François Vincentelli jouait déjà un bisexuel, mais regrette le côté attendu et convenu de la série d'Arte, là où Clara Sheller procurait aux Français un « souffle de modernité ». Pour la journaliste Claire Varin, « Clément Michel [...] peine à produire de l'émotion dans ce vaudeville moderne intimiste au ton plutôt grave ».

## Distinction

### Sélection
- Festival de la fiction TV de La Rochelle 2017 : « Compétition officielle »